# Lapin et Lutin
Pour plus de détails, voir Fiche technique et Distribution.
Lapin et Lutin, ou Un lapin en chute libre (Falling Hare), est un cartoon américain des Merrie Melodies de 1943 réalisé par Bob Clampett et mettant en scène un lutin et Bugs Bunny.

## Résumé
À l'époque de la Seconde Guerre mondiale, Nous voyons Bugs en train de lire un livre ayant trait à la légende des lutins, nommés gremlins, qui sabotent les avions. Il en voit un en train de commencer sa sale besogne. Bugs se fait écraser le pied puis, assommé, tirer la langue et, enfin, à nouveau écraser le pied avant d'être aux commandes d'un avion démarré par le gremlin. Bugs manque trois fois de tomber de l'avion avant de descendre.

## Autour du film
Les gremlins sont des petits lutins imaginaires inventés pour justifier toutes les pannes inexpliquées dans le domaine de l'aéronautique. Ils ont été utilisés aussi par Bob Clampett dans un autre de ses courts-métrages : Les Gremlins du Kremlin (Russian Rhapsody), où les gremlins version russe s'attaquent à l'avion envahisseur de Hitler.

## Fiche technique
- Production : Leon Schlesinger
- Société de production : Leon Schlesinger Studios
- Société de distribution : 
  - Warner Bros. Pictures (1943) (cinéma)
  - Videomatic International Corporation (1985) (VHS)
  - MGM/UA Home Entertainment (1998) (DVD)
  - MGM/UA Home Entertainment (1998) (VHS)
  - WinStar Home Entertainment (1998) (DVD)
  - Warner Home Video (2005) (DVD)
  - Warner Home Video (2008) (DVD)
- Format : 1,37 :1 Technicolor - Son : mono
- Scénario : Warren Foster
- Musique originale : Carl W. Stalling (non crédité)
- Montage et technicien du son (effets sonores) : Treg Brown (non crédité)
- Durée : 8 minutes
- Langue d'origine : anglais
- Pays :  États-Unis
- Date de sortie : États-Unis 30 octobre 1943

### Animation
- Rod Scribner (en) : animateur
- Manny Gould (en) : animateur
- Robert McKimson : animateur
- Thomas McKimson (en) : animateur
- Bill Meléndez : animateur
- Phil Monroe : animateur  (non crédité)
- Virgil Ross : animateur  (non crédité)

### Musique
- Carl W. Stalling :  directeur musical
- Milt Franklyn :  orchestrateur (non crédité)

## Distribution
Voix originales :
- Mel Blanc : Bugs Bunny et le gremlin

Voix françaises :
- Gérard Surugue : Bugs Bunny
- Marc Saez : le gremlin